# Брем, Иоганн Фридрих
Иоганн Фридрих Брем, Бреме, Брэме (24 марта 1715, Ревель — 31 января 1775, Санкт-Петербург) — адъюнкт Императорской академии наук и художеств в Санкт-Петербурге.

## Биография
Он был принят на службу в академию наук, в качестве студента, причем ему предписывалось заниматься по изданию Ведомостей и при других академических учреждениях, и в то же время усердно посещать лекции профессоров и изучать русский язык.
В 1736 году на Брема академией возложены были отбор и приемка книг из коллекций, оказавшихся после смерти графа Брюса, а в 1737 г. Брем настолько уже преуспел в своих учёных занятиях, что, согласно определению академии от 21 октября 1737 года, назначен «для исполнения корректуры и сочинения Ведомостей», с зачислением адъюнктом по III классу академии.
Однако, в заседаниях конференции Брем участвовал редко, так как имел много срочных и сложных обязанностей.
В академическом реестре 1737 г. против фамилии Брема отмечено:

обращается больше в науках, украшающих разум и в письменной истории; трудится в библиотеке и сочиняет каталоги; содержит журнал книгам, которые он же раздает и назад получает, правит при том должность корректора и в наступающем <1738 г.> будет Примечания писать.
В 1740 году Брем, вместе с прочими академиками, участвовал в церемонии погребения Анны Иоанновны; в 1741 г. он, по поручению академии, принимал книги из библиотеки Мессершмидта, а в 1742 г. — из библиотеки советника А. Ф. Хрущова и из конфискованного имущества графов Остермана, Левенвольде, Миниха, Головкина и барона Менгдена.
В 1743 г. о занятиях Брема в академических делах опять встречается отметка, что он «трудится при библиотеке и пишет здешние Ведомости», но во время производства следствия над Шумахером по доносу Горлицкого, Попова и пр., старавшихся доказать, что немцы — недоброхоты русского просвещения и преграждают «верным сынам отечества» дорогу к повышениям, переводчик Попов, между прочим показывал: «адъюнкт истории Брем получает жалованья по 360 р. в год; при Академии быть не надобен, для того что ни лекций не читает, и в гимназии ничему не учит, и никаких дел ныне не делает, а употреблен прежде сего был при библиотеке сверх библиотекаря и подбиблиотекаря. А при той библиотеке можно обойтися и оными двумя особами без того адъюнкта».
В 1742 году вышла из печати изданная под наблюдением Шумахера трехтомная опись книгам академической библиотеки «Bibliotheca academica Imperialis Petropolitanae», составлявшая плод пятилетних занятий Брема при библиотеке, хотя Штелин, начавший там заниматься лишь в 1740 г., честь этого труда по части книг философского содержания приписывает себе.
1 августа 1747 года Брем оставил научную деятельность и перешёл на гражданскую службу, заняв должность секретаря в юстиц-коллегии по лифляндским делам.
Важнейшие из статей Брема в примечаниях к «С.-Петербургским Ведомостям» помечены буквой Б., в том числе:
- «Историко-политическое описание Женевской республики», 1738 г., № 54—69;
- «О спорах по наследству Юлих-Клеве-Бергскому», 1739 г., № 42—44;
- «О рейхсвикариях в междуцарствие в Римской империи», 1741 г., № 35—40.